# دائرة تيغنيف
دائرة تيغنيف هي إحدى دوائر ولاية معسكر الجزائرية. واكثرهم سكانا حيث بلغ عدد السكان ما يتجاوز 94000 نسمة في 2008 , سكن فيها أول انسسان في شمال افريقيا ما يعرف الآن بانسان تيغنيف المتواجد في باريس تحوي منطقة صناعية ومحلات تجارية للالبسة
دائرة تيغنيف دائرة من دوائر ولاية معسكر وعاصمتها تيغنيف. وتضم بلديات:
- تيغنيف
- سهايلية
- سيدي قادة

## الشوارع
- شارع فلسطين